# Década de 1940
Conforme padronização da norma internacional para representação de data e hora da Organização Internacional de Padronização (ISO), a década de 1940, também referida como década de 40 ou ainda anos 40, compreende o período de tempo entre 1 de janeiro de 1940 e 31 de dezembro de 1949.

## Visão geral
Os seis primeiros anos desta década viram um dos conflitos mais mortais da história deflagrado em 1° de setembro de 1939, a Segunda Guerra Mundial. Os conflitos armados em outros locais do mundo que assolaram a década anterior como a Segunda Guerra Sino-Japonesa também chegam ao apogeu. O período também foi marcado pelo holocausto, o genocídio sistemático de cerca de 6 milhões de judeus perpetrado pelo regime nazista. O ataque realizado pelo Império do Japão em Pearl Harbor marca a entrada dos Estados Unidos no conflito global e intensifica os esforços de guerra em todo mundo. No final da guerra contra o Japão, os Estados Unidos, com o apoio do Projeto Manhattan, lançam duas bombas atômicas nas cidades de Hiroshima e Nagasaki resultando em milhões de mortes civis e precipitando o fim da guerra. Na Europa, Adolf Hitler comete suicídio e Benito Mussolini é fuzilado. A Segunda Guerra Mundial é considerada o conflito mais letal da história da humanidade, resultando entre 50 a mais de 70 milhões de mortes. Após o fim da guerra, ocorrem os julgamentos de Nuremberg, onde foram julgados 24 criminosos de guerra aliados ao regime nazista, dos quais 13 foram condenados à morte na forca, três foram absolvidos e os demais condenados a outras penas. Teve início também a Guerra Fria, onde aumentaram as tensões diplomáticas entre os Estados Unidos e a União Soviética.
Nesta década, foi criado o primeiro computador, o ENIAC, assim como também o primeiro helicóptero de carga e o primeiro transístor. Foram também estabelecidos a ONU, a OTAN, o FMI e o Banco Mundial. Tem início o Plano Marshall, de recuperação econômica da Europa pós-guerra, como um dos principais objetivos de deter  o avanço do comunismo pela Europa.
A moda feminina dessa década, é considerada uma das mais lindas e sensuais do século XX, visto que o cinema hollywoodiano mostrava beldades como Rita Hayworth, Ingrid Bergman, Ava Gardner, dentre outras, o que ajudou a construir essa concepção coletiva. Foi também nos anos 1940 que Marilyn Monroe surgiu nas telonas de cinemas.
O estilo de música mais popular durante a década de 1940 foi o Swing, que prevaleceu durante a Segunda Guerra Mundial. Um exemplo de música do gênero é "In the Mood" de Glenn Miller. Nos últimos períodos da década de 1940, menos Swing era proeminente e crooners como Frank Sinatra, juntamente com gêneros como o bebop eram o gênero predominante. Um exemplo de canção da época é (I Love You) For Sentimental Reasons, de Deek Watson & His Brown Dots.

## Fatos marcantes

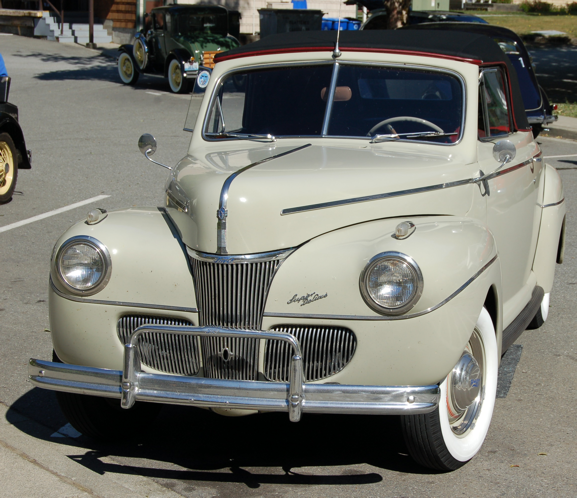
Ford Super Deluxe Coupé, de 1941.

1. A Alemanha invade a Dinamarca, Noruega, Bélgica, Holanda, Luxemburgo[5] e a França, entre 1940 e 1941. A Alemanha perde a Batalha da Grã-Bretanha.
2. A Alemanha ataca a União Soviética em 22 de junho de 1941. Os Estados Unidos entram na Segunda Guerra Mundial após o ataque a Pearl Harbor em 7 de dezembro de 1941. O Japão, Alemanha e a Itália perdem as batalhas de Estalingrado, a Primeira de El Alamein, Segunda de El Alamein e de Midway. As forças aliadas invadem as praias de Normandia, na França em 6 de junho de 1944, dia que recebe o nome de Dia D. Acontece a Conferência de Ialta em fevereiro de 1945, em que os chefes de Estado dos Estados Unidos (Franklin D. Roosevelt), da União Soviética (Josef Stalin) e o primeiro-ministro do Reino Unido (Winston Churchill) discutem sobre a reorganização da Europa após a Guerra. A Alemanha rende-se em 7 de maio de 1945.
3. Criada a Carta das Nações Unidas em 26 de junho de 1945 e efetivamente em 24 de Outubro de 1945.
4. Os Bombardeamentos de Hiroshima e Nagasaki em 6 de agosto e 9 de agosto de 1945 levam a rendição do Japão em 15 de agosto.
5. A Segunda Guerra Mundial termina oficialmente em 2 de setembro de 1945.
6. Criação do Estado de Israel em 14 de maio de 1948.
7. Criada a Organização do Tratado do Atlântico Norte em 4 de abril de 1949.

## Líderes mundiais
- Papa Pio XII
- Adolf Hitler (1889 – 1945), líder da Alemanha nazista
- Franklin Roosevelt (1882 – 1945), presidente dos Estados Unidos
- John Curtin (1885 - 1945), primeiro ministro da Austrália
- William Lyon Mackenzie King (1874- 1954), primeiro ministro do Canadá
- Charles de Gaulle (1890 – 1970), presidente da França
- Josef Stalin (1879 – 1953), líder da URSS
- Getúlio Vargas (1882 – 1954), presidente do Brasil
- Eurico Gaspar Dutra (1883 - 1974), presidente do Brasil
- Juan Perón (1895 - 1974), presidente da Argentina
- Hirohito (1901 – 1989), Imperador do Japão
- Chiang Kai-Shek (1887 - 1975), Presidente da China
- Jawaharlal Nehru (1889 - 1964), primeiro-ministro da Índia
- Winston Churchill (1874 – 1965), primeiro-ministro do Reino Unido
- Oliveira Salazar (1889 – 1970), primeiro-ministro de Portugal
- Francisco Franco (1892 - 1975), ditador da Espanha
- Benito Mussolini (1883 - 1945), primeiro-ministro da Itália
- Mao Tsé-tung (1893 - 1976), líder popular da China

## Cronologia

### 1941

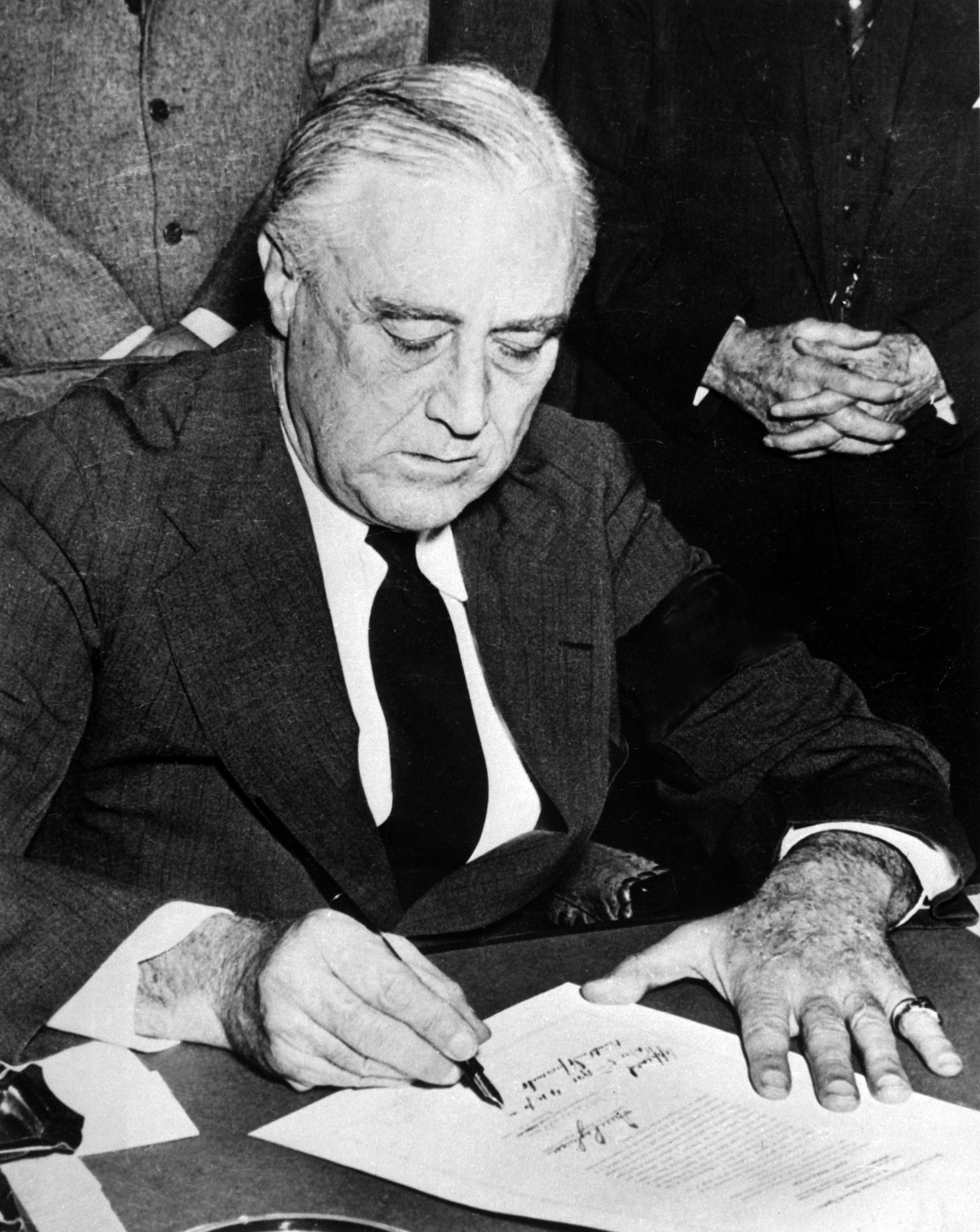
O presidente dos Estados Unidos Franklin Roosevelt assina a declaração de guerra contra o Japão em resposta aos ataques a base de Pearl Harbor.

- Em 19 de abril, estreia em Nova York a peça "Mãe Coragem e Seus Filhos", de Bertolt Brecht.Orson Welles em Cidadão Kane.

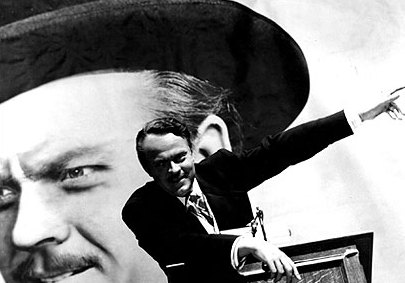
Orson Welles em Cidadão Kane.

- O Brasil institui a Justiça do Trabalho no dia 1º de maio.
- No mês de maio, estreia o filme "Cidadão Kane", criado e estrelado por Orson Welles
- No dia 30 de junho, a Alemanha invade a URSS.
- Estreia, no dia 24 de julho, no Teatro Municipal do Rio de Janeiro, a revista musical "Joujoux e Balangandans", de Luís Peixoto, com música de Ary Barroso e Lamartine Babo
- Os Estados Unidos entram em guerra contra o Eixo fascista, após cerca de 360 caças japoneses terem destruído a base militar norte-americana de Pearl Harbor, deixando milhares de mortos e feridos, no dia 7 de dezembro

### 1942
- O Brasil declara guerra aos países do Eixo - Alemanha, Itália e Japão -, no dia 22 de agosto
- Em 21 de setembro, a Comissão de Informações Inter-Aliados informa que os nazistas já executaram 207 373 pessoas na Europa ocupada.
- Nesse ano a Coca-Cola chega ao Brasil, junto com uma avalanche de produtos americanos e notícias de Hollywood.

### 1943

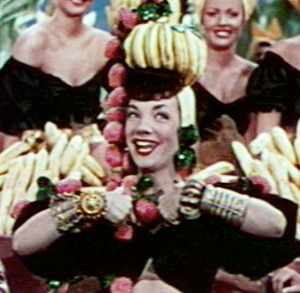
Carmen Miranda no filme Entre a Loura e a Morena (1943), de Busby Berkeley.

- O presidente Getúlio Vargas anuncia, no dia 1º de maio, a criação da CLT (Consolidação das Leis do Trabalho), decreto que reúne toda a legislação trabalhista criada em seu governo.
- Nessa época, o artista Joseph Cornell, inspirado em Max Ernst, cria um surrealismo único aos reunir objetos cotidianos em caixas.
- Reprodução do cartaz do filme Casablanca. Estreia o filme "Casablanca", clássico do cinema, com Humphrey Bogart e Ingrid Bergman.
- Em 6 de dezembro, os dirigentes das três maiores potências aliadas anunciam que chegaram a um acordo sobre a estratégia militar conjunta para derrotar a Alemanha.
- Estreia, em 29 de dezembro, a peça "Vestido de Noiva", de Nelson Rodrigues, no Teatro Municipal do Rio de Janeiro
- O filósofo existencialista francês Jean-Paul Sartre publica "O Ser e o Nada".

### 1944
- É inaugurado, em 12 de fevereiro, o Cassino Quitandinha, em Petrópolis (RJ), com um grande show para duas mil pessoas. No Brasil, era o tempo dos cassinos, dos shows e das vedetes.
- O cantor Yves Montand estreia em Paris, no dia 3 de março.
- Em 9 de abril, o general Charles de Gaulle é nomeado comandante-chefe das forças da França livre.
- Reprodução de imagem de Franklin Roosevelt em 1942. Estreia em Paris, em 27 de maio, a peça "Entre Quatro Paredes", do filósofo Jean-Paul Sartre.
- No dia 6 de junho, começa ao amanhecer, a esperada invasão da Europa pelos aliados, conhecida como Dia D.
- A cidade de Paris é libertada pelos franceses, no dia 25 de agosto.
- É eleito, pela quarta vez consecutiva, Franklin Roosevelt, como presidente dos Estados Unidos.

### 1945

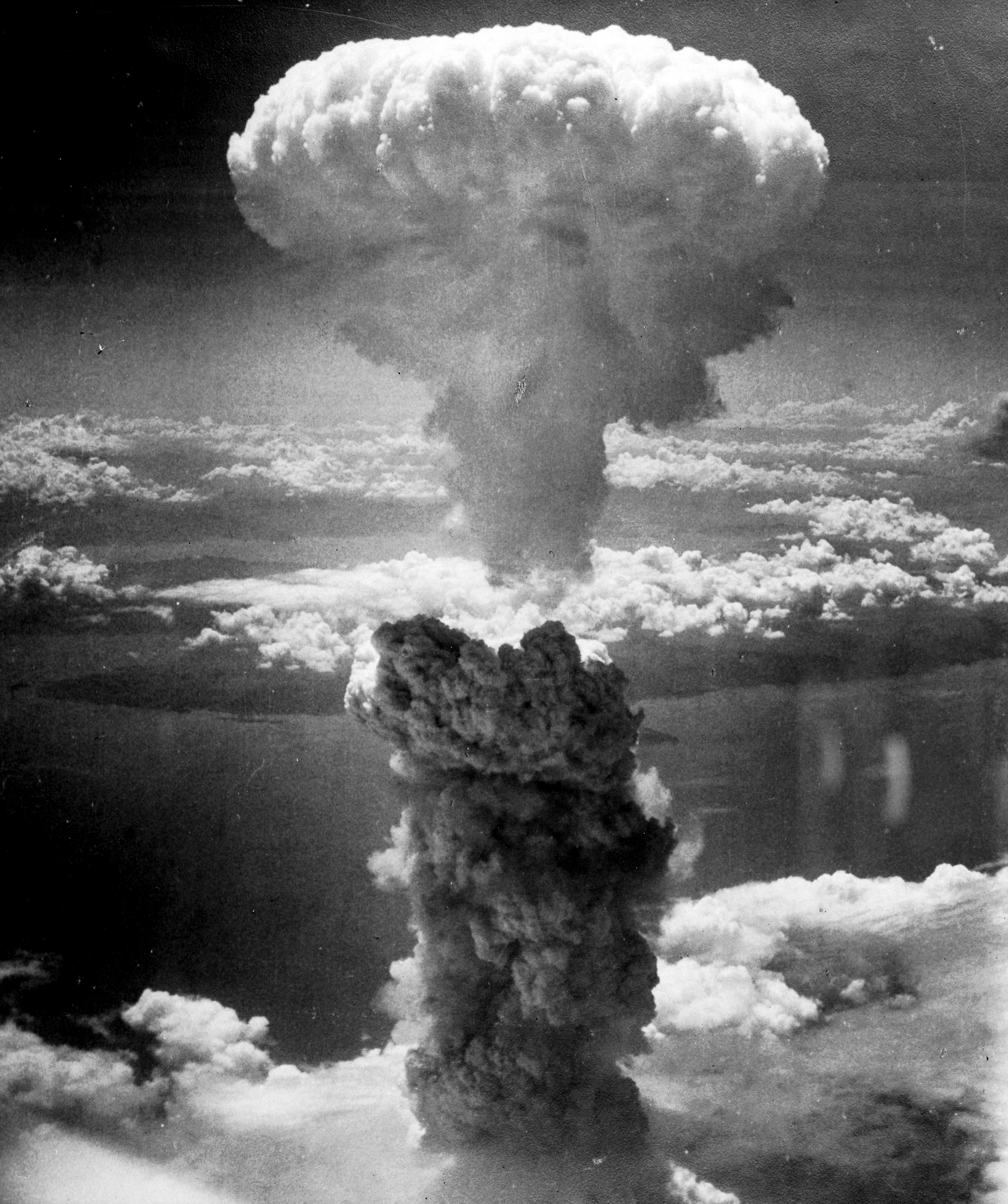
Foto após o lançamento da bomba atômica em Nagasaki.

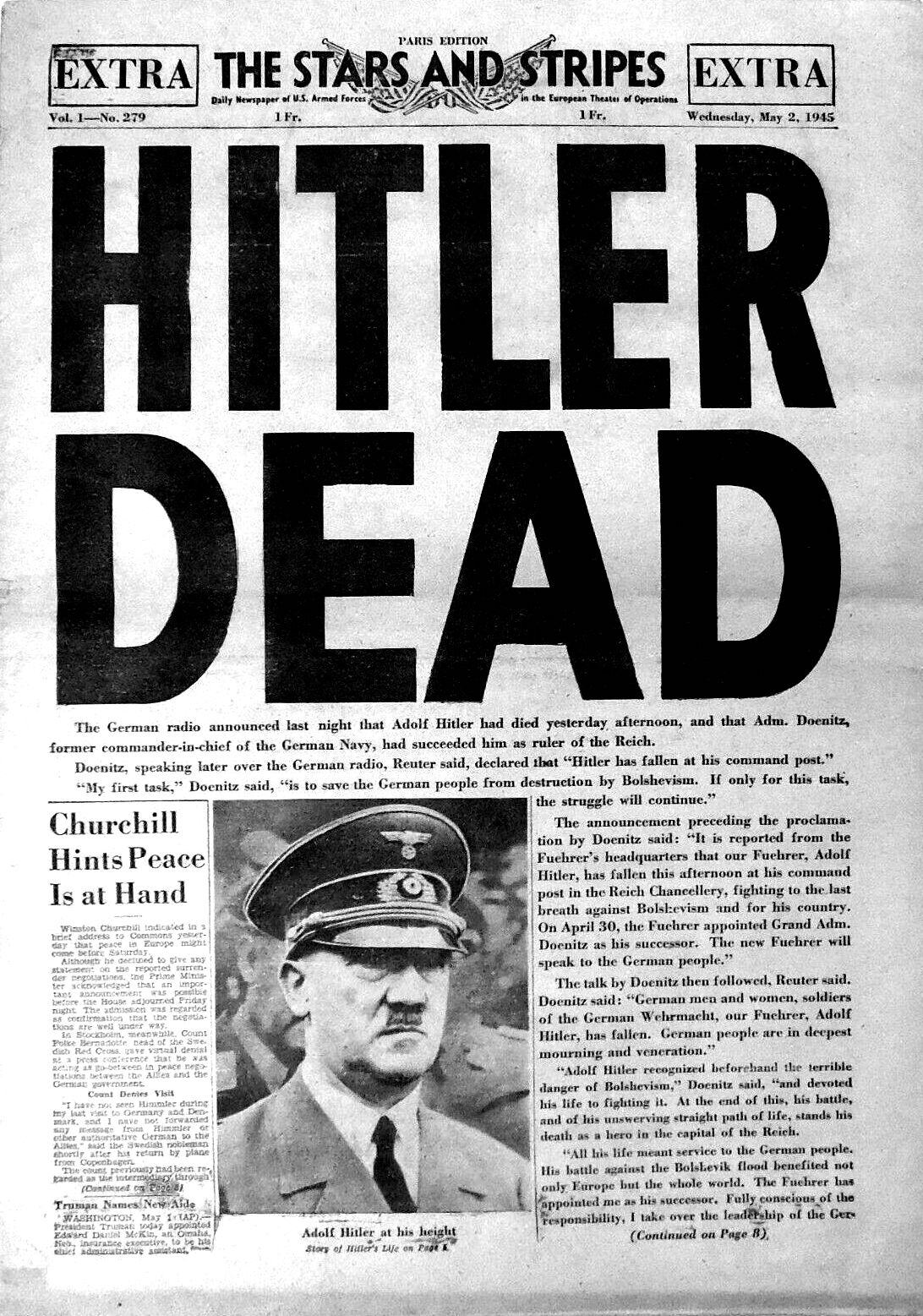
Jornal do exército americano anunciando a morte de Adolf Hitler.

- No dia 27 de janeiro, soldados soviéticos entram no campo de concentração de Auschwitz, cidade industrial da Polônia, e libertam os cinco mil prisioneiros, a maioria judeus.
- Em 27 de março, 237 bonecas, devidamente vestidas pelos maiores nomes da moda parisiense, são apresentadas no Museu de Artes Decorativas, em Paris. O espetáculo reafirmava a existência da beleza da alta-costura francesa.
- Morre, no dia 12 de abril, o presidente dos Estados Unidos, Franklin Roosevelt. O vice Harry Truman assume a presidência.
- Benito Mussolini, é assassinado por membros da Resistência italiana em 28 de abril.
- Adolf Hitler, o dirigente máximo da Alemanha, suicida-se no dia 30 de abril.
- No dia 7 de maio, a Alemanha rende-se incondicionalmente.
- Em 26 de junho, representantes de 50 países assinam a Carta das Nações Unidas, formalizando a criação de um órgão internacional para garantir a paz mundial e incentivar a cooperação entre os países-membros.
- Em junho e julho acontecem os ataques suicidas (Kamikazes) no Oceano Pacifico, perto da ilha de Okinawa, com a tentativa dos japoneses de afundar as embarcações dos navios americanos.

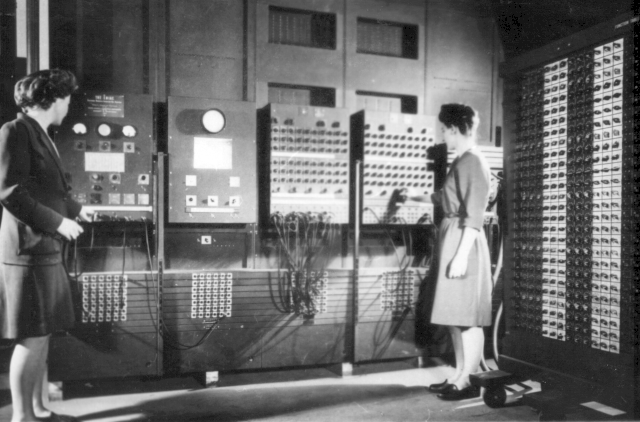
ENIAC, o primeiro computador digital eletrônico produzido em grande escala (Foto pertencente ao exército dos Estados Unidos).

- Em agosto, aviões norte-americanos lançam duas bombas atômicas nas cidades japonesas de Hiroshima e Nagasaki, que ficaram arrasadas.
- No dia 2 de setembro, a Guerra do Pacífico termina oficialmente com a rendição incondicional do Japão.
- O presidente do Brasil, Getúlio Vargas, é deposto por tropas do Exército, em 30 de outubro e, em dezembro, o general Eurico Gaspar Dutra assume seu lugar.
- Rossellini filma "Roma, Cidade Aberta" e dá início ao neo-realismo italiano.

### 1946
- No dia 14 de fevereiro, a IBM lança uma avançada máquina de calcular, chamada de Eniac (Computador e Integrador Numérico Eletrônico)
- É promulgada, em 10 de setembro, a nova Constituição brasileira, substituindo a autoritária Carta de 1937, imposta por Getúlio Vargas para instituir o regime do Estado Novo

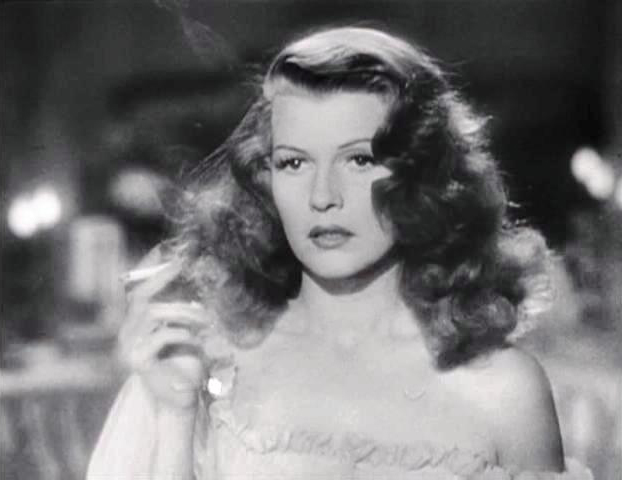
Rita Hayworth no filme Gilda (1946).

- Em setembro, acontece, na Riviera Francesa, o primeiro Festival de Cinema de Cannes
- No dia 2 de outubro, cientistas reunidos num simpósio na Universidade de Buffalo, nos Estados Unidos, alertam para a possibilidade de o cigarro provocar câncer de pulmão
- Em 19 de outubro, as saias longas voltam aos Estados Unidos depois da revogação da proibição do uso excessivo de tecidos, imposta pelo governo durante da guerra
- No Brasil, as publicações literárias de maior destaque do período são "Seara Vermelha", sétimo livro de Jorge Amado, e "O Lustre", segundo romance de Clarice Lispector
- É declarada, oficialmente pelo presidente Truman, dos Estados Unidos, o fim da Segunda Guerra Mundial, em 31 de dezembro

### 1947
- Em 12 de fevereiro, Christian Dior apresenta, em sua primeira coleção, o que viria a ser chamado de "New Look". Cintura e seios marcados e uma ampla saia rodada, um estilo que viria se tornar o uniforme dos anos 1950.
- Em 5 de junho, o secretário de Estado dos Estados Unidos, George Marshall, anuncia um ambicioso plano para a recuperação econômica da Europa.
- O Masp (Museu de Arte Moderna de São Paulo) é inaugurado, em 12 de outubro, na sede dos "Diários Associados", no centro de São Paulo.
- No dia 14 de outubro, Chuck Yeager torna-se o primeiro homem a ultrapassar a velocidade do som, com o avião a jato Bell X-1.
- Estreia em Nova York, no dia 4 de dezembro, a peça "Um Bonde Chamado Desejo", de Tennessee Williams, com Marlon Brando.

### 1948
- Em 30 de janeiro, Gandhi, líder espiritual da independência da Índia, é assassinado por um extremista hindu.
- É criado, em 14 de maio, o Estado de Israel.
- Reprodução do frasco do perfume "l'Air du Temps".
- Em 10 de dezembro, a ONU (Organização das Nações Unidas) aprova a Declaração dos Direitos Humanos, documento que define as liberdades fundamentais.
- Nesse ano, T.S. Eliot, autor de "A Terra Desolada", de 1922, entre outras obras de poesias, teatro e ensaios, recebe o Nobel de Literatura.
- Em dezembro, o biólogo e zoólogo Alfred Kinsey, choca a sociedade norte-americana ao publicar "O Comportamento Sexual do Homem", ou "Relatório Kinsey".
- Nina Ricci lança o seu "L'Air du Temps", perfume que viria se tornar um clássico.
- O Vasco da Gama torna-se o 1° clube campeão da América após empate com o River Plate da Argentina em 0 a 0.

### 1949
- Em 10 de janeiro, a norte-americana RCA-Victor divulga seu novo sistema de discos, vitrolas e vitrolas automáticas, um dia depois de a Columbia Records publicar detalhes sobre o novo disco de sete polegadas com microssulcos.
- Em 18 de março, os Estados Unidos e os países da Europa Ocidental revelam seus planos de formar uma aliança de defesa contra a URSS - a OTAN (Organização do Tratado do Atlântico Norte).
- O primeiro avião a jato de linha comercial, o Havilland Comet, faz o seu voo inaugural na Inglaterra, em 27 de julho.
- Reprodução da capa do disco "Super Hits" de Louis Armstrong ARCA anuncia, em 25 de agosto, a invenção do sistema de transmissão de televisão colorida.
- Em 1.º de outubro, multidões comemoram a proclamação da República Popular da China pelo líder comunista Mao Tse-Tung.
- Em 3 de novembro, o jazz do trompetista Louis Armstrong e sua banda encantam o público francês.
- Em dezembro, a cantora paulista Marlene vence o concurso para a escolha da Rainha do Rádio do Brasil.